# Alabando
Alabando (del griego antiguo, Ἀλάβανδος y latín, Alabandus), en la mitología griega, fue un héroe de Caria hijo de Erippo y de Caro (a veces, también denominada Car, Cares o Callirhoe).
Fue el fundador de la ciudad de Alabanda, en Caria, Asia Menor, donde después de su muerte sería adorado por sus habitantes como una divinidad.
Cicerón cita al músico ateniense Estratónico, que decía: "Dejemos que Alabando sea mi enemigo, pero que Hércules sea el suyo", porque se había cansado de los elogios que los carios otorgaban incesantemente a su mítico fundador, en detrimento de los cultos más específicamente romanos (como, Hércules, despreciado por los carios).
Aunque su nombre original se desconoce, según una leyenda, después de haber ganado un premio en una carrera de caballos, el pueblo lo denominó Alabandus, ya que la palabra en lengua caria para "caballo" era ala, y para expresar la "victoria ", banda y de ahí el nombre de la ciudad que fundaría. Por tanto, también a veces se le daba el nombre de Hipónico. 